# Marc Prin
Marc Prin, né le 30 janvier 1966 à Auchel, est un comédien et metteur en scène français.

## Biographie
Il commence sa formation sous l'égide de Jean-Louis Martin-Barbaz à l'Atelier du Centre dramatique national du Nord-Pas-de-Calais avant d'intégrer le Conservatoire Régional d'Art Dramatique de Lille. Il monte ensuite à Paris où il suivra tour à tour l'enseignement d'Yves Pignot à LEDA, Laurence Bourdil et Jean-Christian Grinevald au Théâtre de la Belle de mai, Mario Gonzalez, Christian Rist et François Kergourlay à l'Atelier Théâtre en Actes.
Il complètera cette formation de comédien par de nombreux stages avec des metteurs en scène français et étrangers comme Jean-Claude Fall (autour de Lear d'Edward Bond), Dominique Pitoiset (Othello de William Shakespeare), Jean-Pierre Vincent (L'Île des esclaves de Marivaux), Matthias Langhoff (Macbeth de William Shakespeare), Cyril Teste (autour de Scènes de la vie conjugale d’Ingmar Bergman).
Parallèlement à cette formation pratique, il a fait une maîtrise d'études théâtrales à l'Université Sorbonne-Nouvelle. Son mémoire de fin d'études, dirigé par Daniel Lemahieu, s'intitule « Les chemins de l'extase, au travers des pièces Sœur Béatrice de Maurice Maeterlinck et Marie la Misérable de Michel de Ghelderode ». Il a été publié aux Presses académiques francophones en 2013.
Il joue régulièrement au cinéma et à la télévision avec des réalisateurs comme Martin Provost, Arnaud Desplechin ou Xavier Beauvois et au théâtre avec Dominique Pitoiset ou Dan Jemmett notamment. Depuis 2010, il passe à la mise en scène avec sa compagnie Théâtre à bout portant.
Il travaille également à la radio (France Culture, France Inter) et prête sa voix à des documentaires sur Arte et pour le C.N.R.S. Images. Pour Audiolib, il enregistre le roman policier Celle qui pleurait sous l'eau de Nicolas Tackian.

## Théâtre

### Comédien
- 1986 : Les Caprices de Marianne d'Alfred de Musset, mise en scène de Jean-Louis Martin-Barbaz, Théâtre Municipal de Béthune
- 1987 : Quatrevingt-treize de Victor Hugo, mise en scène de Jean-Louis Martin-Barbaz, CDN du Nord-Pas-de-Calais
- 1989 : Le cœur battant de Serge Ganzl, mise en scène de Stéphane Vérité, Ailly sur Somme
- 1990 : La Farce enfantine de la tête du dragon de Ramón María del Valle-Inclán, mise en scène de François Kergourlay, Théâtre en Actes à Paris
- 1992 : Un Caprice d'Alfred de Musset, mise en scène de Stéphane Vérité, Théâtre en Actes à Paris, Scène Nationale La Rose des Vents à Villeneuve-d'Ascq, tournée
- 1999 : Cartons à rêves d'Olivier Besson, mise en scène d'Olivier Besson, Festival de Saint-Denis
- 1999 : Lancelot du Lac de Florence Delay et Jacques Roubaud, mise en scène d'Olivier Besson, Théâtre National de Bretagne, Quartz de Brest, Théâtre Gérard Philipe de Saint-Denis, tournée[3]
- 2000 : Othello de William Shakespeare, mise en scène de Dominique Pitoiset, TNB de Rennes, Théâtre National de Chaillot, La Criée à Marseille, tournée[4]
- 2000 : Les p'tites maisons, récits de rêves d'Olivier Besson, mise en scène d'Olivier Besson, Festival de Barbirey-sur-Ouche, La Méridienne verte (Saint-Denis)
- 2003 : L’Événement de Jean-Yves Picq, mise en scène de Monique Hervouët, L'Apostrophe Scène Nationale du Val d'Oise
- 2003 : La Nuit des rêves d'Olivier Besson, mise en scène d'Olivier Besson, Festival international de théâtre de rue d'Aurillac
- 2006 : L'Escabeau d'après L'Augmentation de Georges Perec, mise en scène de Marc Prin et Anne Dupuis, L'Apostrophe Scène Nationale du Val d'Oise
- 2006 : Dans ma cuisine je t'attends de Stéphanie Marchais, mise en scène de Benoît Lahoz, Festival Théâtral du Val d'Oise, Espace Kiron
- 2007 : On va faire la cocotte de Georges Feydeau, mise en scène de Didier Barrer, Pont-Sainte-Maxence, Compiègne, Creil
- 2009 : Un Dîner à tout casser d'Olivier Besson, mise en scène d'Olivier Besson, Théâtre des Sources
- 2012 : Les Trois Richard d'après Richard III de William Shakespeare, mise en scène de Dan Jemmett, Printemps des Comédiens, tournée en France et à l'étranger[5]
- 2013 : Marilyn était chauve de la Compagnie Octavio, Théâtre de Belleville
- 2014 : Un Été à Osage County de Tracy Letts, mise en scène de Dominique Pitoiset, Scène Nationale d'Annecy, Théâtre Les Gémeaux, tournée en France et à l'étranger[6]
- 2015 : Shake d'après La Nuit des rois de William Shakespeare, mise en scène de Dan Jemmett, Théâtre de Carouge, tournée en France et à l'étranger
- 2018 : La Tragédie de Macbeth de William Shakespeare, mise en scène de Dan Jemmett
- 2018 : Pourquoi m'as-tu mordu l'oreille ? de Marc Prin et Julien Dieudonné, mise en scène de Marc Prin, L'Apostrophe Scène Nationale du Val d'Oise, tournée en France[7]
- 2024 : Sur l'autre rive, d'après Platonov d'Anton Tchekhov, mise en scène de Cyril Teste (collectif MXM), Scène nationale de Bonlieu - Annecy.

### Metteur en scène
- 2005 : La Visite, déambulation autour des œuvres de Bernar Venet, L'Apostrophe Scène Nationale du Val d'Oise
- 2006 : L'Escabeau d'après L'Augmentation de Georges Perec, co-mise en scène avec Anne Dupuis, L'Apostrophe Scène Nationale du Val d'Oise
- 2007 : Sœur Béatrice de Maurice Maeterlinck, lecture-spectacle au Centre Wallonie-Bruxelles de Paris
- 2010 : Klaxon, trompettes... et pétarades de Dario Fo, Théâtre Nanterre-Amandiers, tournée[8]
- 2013 : Klaxon, trompettes... et pétarades de Dario Fo, Théâtre 14
- 2016 : Dibouk d'après Le Dibbouk de Shalom Anski adapté par Agnès Marietta sur une musique de François Méchali, L'Apostrophe Scène Nationale du Val d'Oise[9]
- 2018 : Pourquoi m'as-tu mordu l'oreille ? de Marc Prin et Julien Dieudonné, L'Apostrophe Scène Nationale du Val d'Oise, tournée en France[7]

## Filmographie

### Cinéma
- 1997 : C'est la tangente que je préfère de Charlotte Silvera
- 1997 : K d'Alexandre Arcady
- 1999 : La Taule d'Alain Robak
- 1999 : Les Insaisissables de Christian Gion
- 2001 : Le Dîner, court-métrage de Frédéric Krivine
- 2001 : Chaos de Coline Serreau
- 2003 : Clara et moi d'Arnaud Viard
- 2003 : La Lettre au Père Noël, court-métrage d'Hélène Foubert
- 2007 : La Chambre des morts d'Alfred Lot
- 2008 : Demain dès l'aube de Denis Dercourt
- 2013 : Papa Lumière d'Ada Loueilh
- 2015 : Coup de chaud de Raphaël Jacoulot
- 2016 : L'hiver est proche, court-métrage d'Hugo Chesnard
- 2017 : Sage Femme de Martin Provost
- 2017 : Les Fantômes d'Ismaël d'Arnaud Desplechin
- 2018 : Libre et asservi, court-métrage de Maël Caradec
- 2019 : Monique, court-métrage de Juliette Tilly
- 2019 : Max Maar d'Harald Hutter
- 2021 : Albatros de Xavier Beauvois
- 2022 : Sentinelle Sud de Mathieu Gerault
- 2023 : Visions de Yann Gozlan
- 2024 : Sur l’autre rive de Cyril Teste

### Télévision
- 1996 : Anne Le Guen : Du fil à retordre de Stéphane Kurc
- 1997 : Ni vue ni connue de Pierre Lary
- 1998 : Le Comte de Monte-Cristo de Josée Dayan
- 1998 : La plus noble conquête de Nestor Burma de Philippe Laïk
- 1998 : Marion et son tuteur de Jean Larriaga
- 1999 : Maison de famille de Serge Moati
- 1999 : Marc Eliot de Patrick Jamain
- 2002 : Avocats et Associés d'Alexandre Pidoux
- 2003 : P.J. de Gérard Vergez
- 2004 : Juliette Lesage : Médecine pour tous de Christian François
- 2004 : Le Crime des renards de Serge Meynard
- 2006 : L'Enfant du secret de Serge Meynard
- 2007 : Passés troubles de Serge Meynard
- 2007 : Les Prédateurs de Lucas Belvaux
- 2008 : Paradis criminel de Serge Meynard
- 2008 : Miroir, mon beau miroir de Serge Meynard
- 2008 : Le Voyage de la veuve de Philippe Laïk
- 2008 : L'Alerte de Fabrice Cazeneuve
- 2008 : Fais pas ci, fais pas ça de Pascal Chaumeil
- 2008 : La Ballade de Kouski d'Olivier Langlois
- 2009 : Quand la guerre sera loin d'Olivier Schatzky
- 2011 : Je, François Villon, voleur, assassin, poète... de Serge Meynard
- 2011 : La Dame de pique de Philippe Venault
- 2013 : Ma femme, ma fille, deux bébés de Vincent Monnet
- 2014 : Détectives (saison 2) de Jean-Marc Rudnicki
- 2015 : Braquo (saison 4) de Xavier Palud
- 2016 : La Face de Marc Rivière
- 2017 : Paris, etc. de Zabou Breitman
- 2018 : Maman a tort de François Velle
- 2019 : Plus belle la vie (saison 15)
- 2020 : De Gaulle, l’éclat et le secret de François Velle : Alain de Boissieu
- 2021 : Service volé de Jérôme Foulon
- 2023 : D'argent et de sang de Xavier Giannoli

## Voix

### Audiovisuel
C.N.R.S. Images
- La Calebasse et le pluviomètre, documentaire de Marcel Dalaise
- Concordia, science australe, documentaire de Marcel Dalaise
- Guérir en nanos, documentaire de Marcel Dalaise
- 2017 : OHM Pyrénées, documentaire de Marcel Dalaise
- 2019 : Aimant d'Aimé, le premier grand instrument pour la science, documentaire de Marcel Dalaise

France Télévisions
- 2017-2019 : Chrétiens orientaux
- 2018 : Kairos 37 : Mission de la mer

Arte
- 2011 : Printemps sous surveillance, documentaire de François-Xavier Vives
- 2019 : L'Incroyable Histoire des tueurs de bactéries, documentaire de Jean Crépu

Cinéma
- 2020 : La Beauté du geste, documentaire de Xavier de Lauzanne

### Radio
- 2019 : Beaumarchais et la révolte des auteurs, fiction de Pascal Deux pour l'émission Autant en emporte l'histoire de Stéphanie Duncan sur France Inter
- 2019 : Projet Orloff, fiction de Pascal Deux sur France Culture
- 2019 : Et pour finir et Wabash blues, fiction de Pascal Deux pour l'émission Fictions/Samedi noir de Blandine Masson sur France Culture
- 2021 : Autour du monde de Laurent Mauvignier, fiction de Juliette Heymann sur France Culture
- 2022 : De l'autre côté de l'enfer, fiction de Pascal Deux pour l'émission Fictions/Samedi noir sur France Culture

### Livre audio
- 2020 : La Fille qui pleurait sous l'eau de Nicolas Tackian,  Audiolib
- 2021 : Le Vallon des Parques de Sylvain Forge, éditions Sixtrid